# Szürketorkú sarlósfecske
A szürketorkú sarlósfecske (Hirundapus cochinchinensis) a madarak osztályának sarlósfecske-alakúak (Apodiformes) rendjébe és a sarlósfecskefélék (Apodidae) családjába tartozó faj.

## Rendszerezése
A fajt Émile Oustalet francia ornitológus írta le 1878-ban, a Chaetura nembe Chaetura cochinchinensis néven.

## Előfordulása
Délkelet-Ázsiában, Kambodzsa, Kína, India, Indonézia, Laosz, Malajzia, Mianmar, Nepál, Szingapúr, Thaiföld és Vietnám területén honos. Természetes élőhelyei a szubtrópusi és trópusi síkvidéki esőerdők. Vonuló faj.

## Megjelenése
Testhossza 20–22 centiméter, testtömege 76–86 gramm.

## Természetvédelmi helyzete
Az elterjedési területe nagyon nagy, egyedszáma pedig stabil. A Természetvédelmi Világszövetség Vörös listáján nem fenyegetett fajként szerepel.

## Külső hivatkozások
- Képek az interneten a fajról
- Xeno-canto.org - a faj hangja és elterjedési területe